# Stasimopus nanus
Espèce
Stasimopus nanus est une espèce d'araignées mygalomorphes de la famille des Stasimopidae.

## Distribution
Cette espèce est endémique de l'État-Libre en Afrique du Sud,. Elle se rencontre vers Smithfield.

## Description
La femelle holotype mesure 14 mm.

## Publication originale
- Tucker, 1917 : On some South African Aviculariidae (Arachnida). Families Migidae, Ctenizidae, Diplotheleae and Dipluridae. Annals of the South African Museum, vol. 17, p. 79-138 (texte intégral).